# Trap
La trap è un sottogenere musicale dell'hip hop, derivato dal southern hip hop, nato nel sud degli Stati Uniti e sviluppatosi tra la fine degli anni novanta e l'inizio degli anni 2000.
Con il termine trap si può anche indicare il genere di musica EDM nato negli anni 2010 dalla fusione di trap e dubstep: la cosiddetta EDM trap.
Successivamente all'EDM trap, è nato un altro sottogenere, fusione tra la trap e lo stile Emo: il cosiddetto Emo-Trap, noto per il mix di batterie trap e chitarre elettriche, nonché una maggiore assonanza di contenuto con quello Emo. I principali esponenti di questo sottogenere sono Lil Peep, Juice World e XXXTentacion. 

## Caratteristiche

### Origini
La trap è strettamente legata ad ambienti e tematiche che riguardano la vendita e la dipendenza da droghe e alcol. Fino ai primi anni 2000, infatti, il termine trap house era usato per indicare appartamenti abbandonati nei sobborghi di Atlanta, dove venivano spacciate sostanze stupefacenti. Il termine trapping, nello slang, indica lo spaccio di droga. In seguito, trap è diventato anche sinonimo della musica associata a quel contesto, complice l’evidente assonanza con rap, genere da cui deriva e con cui condivide diversi elementi. Andrea Bertolucci, giornalista musicale ed esperto di cultura trap, fa coincidere l’ascesa della popolarità di questo genere con quella dell’organizzazione di spaccio della Black Mafia Family, guidata dai due fratelli Demetrius "Big Meech" Flenory e Terry "Southwest T” Flenory. Nell'introduzione del libro Trap Game. I sei comandamenti del nuovo hip hop, Bertolucci scrive:

### Testo e beat
I suoni di batteria tipici della trap trovano la loro origine nella drum machine Roland TR-808, in particolare nella sua cassa profonda (detta anche semplicemente "808") e spesso sincopata, abbinata a hi-hats in doppio o triplo tempo. Solitamente, una traccia trap si colloca tra i 70 e i 180 bpm. La parte melodica del beat è solitamente realizzata con sintetizzatori, con melodie minimali, ripetitive, aggressive o ipnotiche, anche se è frequente l'utilizzo di sample come da tradizione hip-hop. 
La musica trap è caratterizzata da testi cupi e minacciosi, che però variano molto a seconda del singolo trapper. I temi tipici rappresentati nei testi sono la vita di strada tra criminalità e disagio, la povertà e la droga, ma con la diffusione del genere gli argomenti si sono estesi. 
Non è solo il ritmo a distinguere la trap dal rap: le linee vocali sono infatti spesso melodiche, più cantate e meno parlate.
Negli ultimi anni vengono quasi sempre utilizzati effetti di pitch-correction, come l’auto-tune, strumenti digitali inventati per correggere le stonature e le imperfezioni vocali, che nella trap viene spesso esasperato per creare un particolare suono a volte quasi "robotico" della voce.

### Evoluzione del genere
All'origine, le principali influenze musicali del genere derivano dal Memphis rap di artisti come DJ Spanish Fly, Tommy Wright III e Kingpin Skinny Pimp. Questi artisti avevano già sviluppato, molti anni prima, flow e ritmiche che avrebbero successivamente influenzato la scena di Atlanta, il crunk degli anni 2000 e il drill di Chicago, solo per citare alcuni esempi. In varie interviste, Gucci Mane ha evidenziato l'importanza che Tommy Wright III e la scena di Memphis hanno avuto sulla sua formazione artistica.

## La trap negli Stati Uniti
Negli anni '90, trap è semplicemente un termine associato a un luogo e come tale compare nei testi di alcuni rapper del Sud, tra i quali spiccano OutKast, Underground Kingz, Three 6 Mafia, Master P, Goodie Mob e 8Ball & MJG.

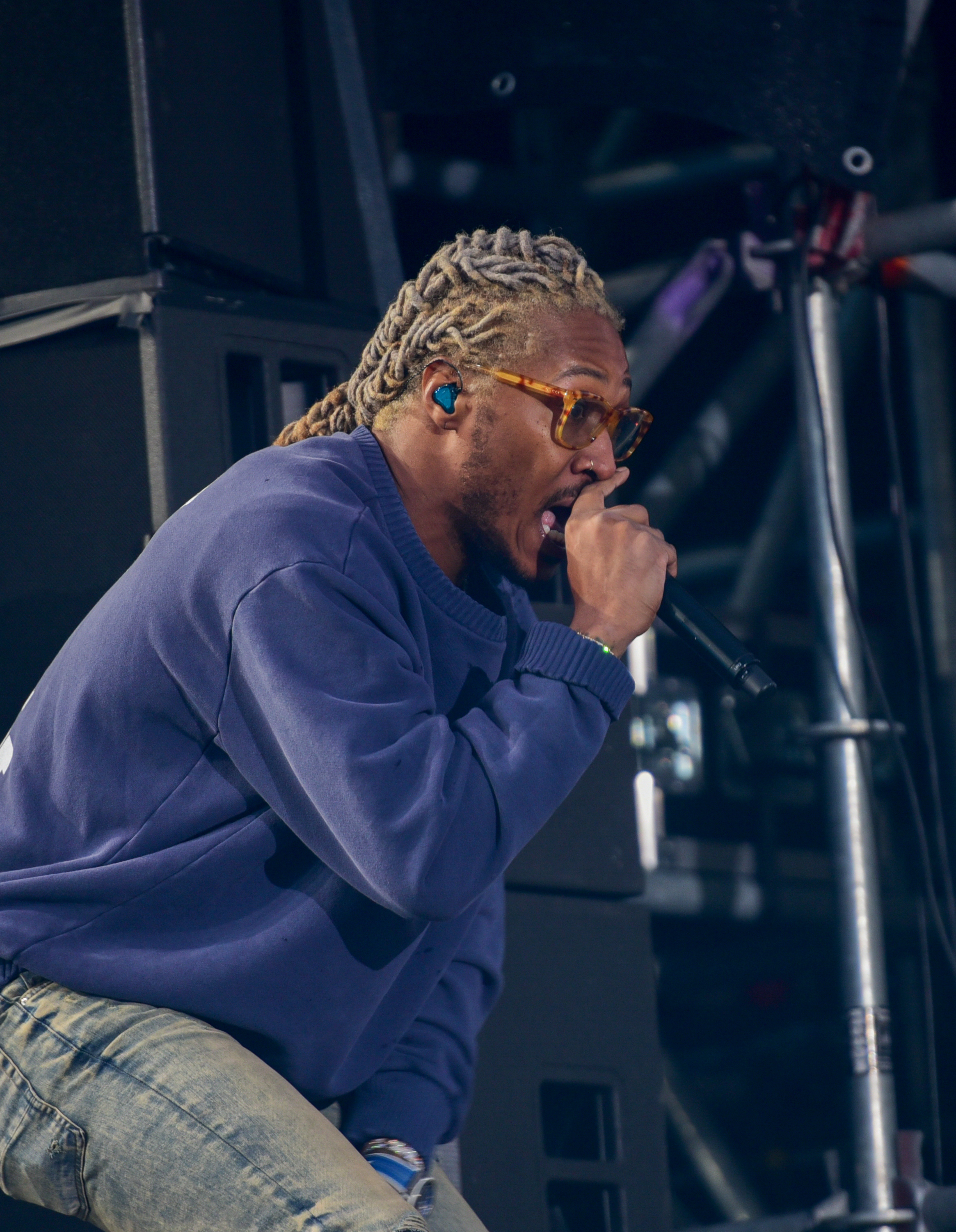
Future, uno dei principali esponenti del genere

Nei primi anni 2000, la trap inizia a diventare un sottogenere vero e proprio con un suono rimbalzante e accattivante, spesso caratterizzato da melodie oscure e da bassi 808 con artisti come T.I., Young Jeezy, Gucci Mane accompagnati da produttori come Shawty Redd e Zaytoven. 
Questa prima generazione di artisti, all'inizio, è fortemente influenzata dal Southern rap e da suoi sottogeneri come il crunk (con artisti quali Lil Jon e Three 6 Mafia). In un'intervista del 2012, T.I. afferma di aver creato lui la trap come genere, coniandone il nome con l'album Trap Muzik del 2003. Un altro album particolarmente influente per il genere è TM101 di Young Jeezy, che in questi anni è uno dei rapper di maggior successo, vantando collaborazioni su dischi di Jay-Z e DJ Khaled.
Anticipato dal boom del crunk e di artisti south come Lil Wayne, T-Pain e Rick Ross, dopo il 2010 il suono della trap si impone definitivamente a livello mainstream grazie alle produzioni di Lex Luger, che firma delle hit per artisti del calibro dello stesso Rick Ross (con il brano B.M.F.), Kanye West e Jay-Z (con il brano HAM) e Waka Flocka Flame (con Hard in da Paint). Da questo momento in avanti inizia a farsi strada una nuova generazione di artisti e produttori che danno vita alla trap moderna: rapper come Future, 2 Chainz, Young Thug, i Migos e i producer del collettivo 808 Mafia (tra cui TM88 e Southside), Mike Will Made It e, poco dopo, Metro Boomin iniziano a dominare il rap game.
Anche artisti pop come Beyoncé, Lady Gaga, Madonna e Lana Del Rey dal 2012 in poi cominciano a realizzare brani influenzati da questo tipo di sonorità e a collaborare con producer e rapper a esse legati, come ad esempio la hit Dark Horse (di Katy Perry) che vede la collaborazione del rapper Juicy J e conta più di due miliardi di visualizzazioni su YouTube. Le sonorità trap contagiano anche artisti rap o pop rap che non hanno nulla a che vedere con Atlanta o le trap house, come ad esempio Drake e Nicki Minaj.
Nello stesso periodo si diffonde la drill, sottogenere della trap nato nei ghetti di Chicago, che tra i suoi principali esponenti vede i rapper Chief Keef, SD, Lil Reese, Fredo Santana e il producer Young Chop, i quali dal 2012 fanno il proprio ingresso nel mainstream: pezzi come Love Sosa e I Don't Like di Chief Keef diventano delle hit e quest'ultima viene remixata da Kanye West, che cita il sottogenere come una delle influenze del suo album del 2013 Yeezus. Altri rapper di Chicago che ottengono visibilità (o anche contratti con etichette major) sono Lil Durk, G Herbo e Lil Bibby.
Dal 2016 in poi la trap diventa mainstream, una nuova generazione di artisti trap tra cui Lil Uzi Vert, Lil Yachty, 21 Savage, Desiigner, Playboi Carti e Lil Pump (ispirati da rapper come Gucci Mane, Migos, Lil Wayne, Future, Young Thug e Chief Keef), che vengono etichettati come "Mumble Rappers", talvolta con accezione negativa a causa dei testi spesso semplici e senza particolari incastri. La caratteristica principale di questi rapper è il cosiddetto "mumbling", ossia il farfugliare i testi delle loro canzoni non rendendo chiaro ciò che dicono a un primo ascolto a causa di mancanza di chiarezza nella loro pronuncia. Questo stile è influenzato principalmente dal fatto che la musica trap dia più importanza al suono del beat e della sua fusione con la voce del rapper piuttosto che ai testi e le metriche come tipico nell'old school rap, inoltre è da considerare l'accento e lo slang del Sud degli Stati Uniti, l'utilizzo della lean, tema associato alla musica trap stessa, il cui abuso porta a biascicare le parole in maniera poco chiara, e all'utilizzo di denti d'oro, che hanno effetti sulla pronuncia. Il loro successo commerciale è enorme con hit quali Mask Off (di Future) Bad and Boujee (dei Migos), Panda (di Desiigner), XO Tour Llif3 (di Lil Uzi) e Taste (di Tyga) .

## La trap in Europa
In Francia hanno avuto successo tra 2012 e 2013 degli album con suoni trap: si tratta di Futur di Booba e di Or Noir di Kaaris, entrambi curati dal team di produttori Therapy, con ampio utilizzo di auto-tune, a cui segue l'ascesa di artisti quali SCH, Lacrim, PNL, Damso negli anni successivi.
Nel 2015, il rapper MHD fonde ritmiche tipiche dell'afrobeat e di vari stili musicali africani creando un genere ibrido dal nome afro-trap (o afro trap), ottenendo grande successo a livello internazionale (anche grazie ai numerosi riferimenti calcistici, apprezzati da molti giocatori come ad esempio Pogba).
In Germania le sonorità trap sono portate al grande pubblico nel 2012 dal rapper Fler, star del rap tedesco. A differenza di altri paesi il sottogenere fatica a imporsi, tuttavia emergono artisti come Haftbefehl e (negli ultimi anni) Casper, Miami Yacine, Nimo e Ufo361. Nel 2018 il rapper Gzuz ottiene enorme visibilità a livello internazionale grazie al brano Was Hast Du Gedacht, il cui video è pubblicato sul canale di WorldStarHipHop (uno dei più importanti siti di rap americano) e diventa virale.

### In Italia
In Italia le prime influenze della musica trap arrivano nei primissimi anni 2010 con brani ancora descritti come alternative hip hop, e si afferma a livello mainstream con l'album XDVR del rapper di Cinisello Balsamo Sfera Ebbasta e del produttore Charlie Charles.  Contemporaneamente, nella scena hip hop romana si delinea il profilo della Dark Polo Gang (quasi sempre prodotta da Sick Luke), collettivo originario di Rione Monti che ha esordito con il mixtape Full Metal Dark, seguito poi da Crack musica, Succo di zenzero e The Dark Album, trilogia presto nota come The Dark Trilogy. Denominatore comune dei due esponenti del genere è un immaginario influenzato dalla trap statunitense e francese, mischiato con le influenze italiane dei singoli artisti. 
Dal 2018 in poi, tale genere ha cominciato ad acquisire una sempre più grande rilevanza mediatica, entrando a far parte dell'immaginario musicale popolare: va segnalata, ad esempio, la ricorrente presenza di artisti del genere a eventi nazionali come il Concerto del Primo Maggio, ma allo stesso tempo le polemiche destate da alcuni ascoltatori riguardo alle tematiche affrontate nei testi.

## EDM trap
Dal 2012 inizia a svilupparsi anche un genere di musica elettronica (EDM) che incorpora elementi ritmici delle basi trap ed elementi melodici della dubstep, etichettato come EDM trap. Tra i principali esponenti ci sono Flosstradamus e Baauer, mentre il sito britannico e canale YouTube All Trap Music è la principale piattaforma dedicata a questo genere.